# Through Darkened Vales
Through Darkened Vales é um filme mudo norte-americano de 1911 em curta-metragem, do gênero drama, dirigido por D. W. Griffith e estrelado por Blanche Sweet.

## Elenco
- Blanche Sweet ... Grace
- Grace Henderson ... Grace's Mother
- Charles West ... Dave
- Joseph Graybill ... Howard
- Edwin August